# Tobramycin
Tobramycin ist ein antibiotisch wirksamer Arzneistoff aus der Gruppe der Aminoglykosid-Antibiotika und wird vor allem in Form seines Sulfats verwendet. Die Verbindung wurde 1972 von Lilly patentiert. Tobramycin ist strukturell eng mit den Kanamycinen verwandt. Es kann aus Kanamycin B synthetisiert oder alternativ aus Fermentationslösungen von Streptomyces tenebarius gewonnen werden. Das Wirkspektrum ähnelt dem von Gentamicin, jedoch ist Tobramycin besser wirksam bei der Behandlung von Infektionen mit Pseudomonas aeruginosa. Dabei kommt es sowohl als intravenöse Kurzinfusion (30–60 min) als auch bei Mukoviszidose-Patienten mit einer Pseudomonas-aeruginosa-Besiedlung in Form einer Inhalations-Therapie zum Einsatz.

## Handelspräparate
- zur Inhalation bei Mukoviszidose: Tobi (D, A), Bramitob (D, A), Gernebcin (D), Generika
- zur topischen Anwendung (Salbe): Tobramaxin (D), Tobrex (A); in Kombination mit Dexamethason: Tobradex (D, A)
- zur parenteralen Anwendung: Tobramycin B. Braun (D), Gernebcin (D), Tobrazid (D), Tobrasix (A)

## Regulierung
Über den Safe Drinking Water and Toxic Enforcement Act of 1986 besteht in Kalifornien seit dem 1. Juli 1990  eine Kennzeichnungspflicht für Produkte, die Tobramycinsulfat enthalten.

## Externe Links zu erwähnten Verbindungen
1. ↑  Externe Identifikatoren von bzw. Datenbank-Links zu Tobramycinsulfat:  CAS-Nr.: 49842-07-1, EG-Nr.: 256-499-2, ECHA-InfoCard: 100.051.346, PubChem: 11954252, ChemSpider: 10128547, Wikidata: Q27279959.